# Iván Pávlov
Iván Petróvich Pávlov (del ruso: Ива́н Петро́вич Па́вловⓘ [Iván Petróvich Pávlov]; Riazán, 14 de septiembrejul./ 26 de septiembre de 1849greg.-Leningrado, 27 de febrero de 1936) fue un fisiólogo ruso, célebre por haber formulado el condicionamiento clásico (también llamado perro de Pávlov o perro pavloviano). 
Fue laureado con el Premio Nobel de Fisiología o Medicina en 1904 «en reconocimiento de su trabajo en la fisiología de la digestión, a través del cual el conocimiento sobre aspectos vitales de su funcionamiento han sido transformados y ampliados».

## Biografía
Era hijo de Piotr Dmítrievich Pávlov (1823-1899), un sacerdote de la Iglesia ortodoxa de Rusia, y Varvara Ivánovna Uspénskaya (1826-1890). Comenzó a estudiar teología, pero la dejó para empezar medicina y química en la Universidad de San Petersburgo, en donde Vladímir Béjterev fue su principal maestro. Tras terminar el doctorado en 1883, amplió sus estudios en Alemania, donde se especializó en fisiología intestinal y en el funcionamiento del sistema circulatorio, bajo la dirección de Carl Ludwig y R. Heidenheim.
En 1890, obtuvo la plaza de profesor de fisiología en la Academia Médica Imperial y fue nombrado director del Departamento de Fisiología del Instituto de Medicina Experimental de San Petersburgo. En la siguiente década centró su trabajo en la investigación del aparato digestivo y el estudio de los jugos gástricos, El científico dedicó más de 10 años a aprender a hacer orificios en el tracto intestinal. Era una operación muy complicada, ya que el jugo gástrico al salir del intestino corroía los tejidos de este y los de la pared abdominal. La técnica de Pávlov se basaba en introducir un tubo metálico por una pequeña incisura. Era imprescindible una sutura habilidosa de la piel y de la membrana mucosa y cerrar la salida de la cánula con un tapón. De esta manera pudo obtener jugo gástrico de cualquier parte del tracto intestinal, desde las glándulas salivales hasta el intestino grueso, trabajos por los que ganó el premio Nobel de Fisiología o Medicina en 1904, convirtiéndose así en el primer ruso que recibió esta distinción, Los resultados de las investigaciones de Pávlov fueron publicadas en 1897 en el libro The Work of the Digestive Glands.
Pávlov es conocido sobre todo por formular la ley del reflejo condicional que, por un error en la traducción de su obra al idioma inglés, fue llamada «reflejo condicionado», la cual desarrolló a partir de 1901 con su asistente Iván Filíppovich Tolochínov, al tiempo que en EE. UU. Edwin Burket Twitmyer realizaba observaciones similares. Pávlov observó que la salivación de los perros que utilizaban en sus experimentos se producía ante la presencia de comida o de los propios experimentadores, y luego determinó que podía ser resultado de una actividad psicológica, a la que llamó «reflejo condicional». Esta diferencia entre «condicionado» y «condicional» es importante, pues el término «condicionado» se refiere a un estado, mientras que el término «condicional» se refiere a una relación, que es precisamente el objeto de su investigación.
Realizó el conocido experimento consistente en hacer sonar un metrónomo (a 100 golpes por minuto, aunque popularmente se cree que empleó una campana) justo antes de dar alimento en polvo a un perro, llegando a la conclusión de que, cuando el perro tenía hambre, comenzaba a salivar nada más al oír el sonido del metrónomo (aparato que en ocasiones usan los músicos para marcar el ritmo). Tolochinov, que llamó al fenómeno «reflejo a distancia», comunicó los primeros resultados en el Congreso de Ciencias Naturales en Helsinki en 1903. Posteriormente ese mismo año, Pávlov realizó una exposición detallada de los resultados en el 14.º Congreso Médico Internacional en Madrid, donde leyó su trabajo bajo el título The Experimental Psychology and Psychopathology of Animals.
La Guerra civil rusa y la llegada de los bolcheviques no influyeron en sus investigaciones. A pesar de no sentir simpatía por el nuevo régimen, no sufrió represalias por parte de los comunistas. Después de la Revolución de Octubre fue nombrado director de los laboratorios de fisiología en el Instituto de Medicina Experimental de la Academia de Ciencias de la URSS.
En la década de 1930, volvió a destacarse al anunciar el principio según el cual la función del lenguaje humano es resultado de una cadena de reflejos condicionados que contendrían palabras.
La fundación del conductismo como tal ha sido criticada por algunos filósofos y psicólogos al considerarla una escuela de la Psicología que se centra en la interacción entre el comportamiento y el ambiente, y cómo se puede aprender.
En agosto de 1935, la Unión Soviética celebró el Congreso Mundial de Fisiología en Moscú y Leningrado con la asistencia de más de 900 científicos del mundo. Fue nombrado el fisiólogo más importante del mundo. Clausuró las jornadas con un emotivo discurso: «Mi vida entera se compone de experimentos, nuestro gobierno también experimenta, solo que a más alto nivel».
El 27 de febrero de 1936, Iván Pávlov murió de neumonía. Está enterrado en San Petersburgo.

## Estudios de Pávlov

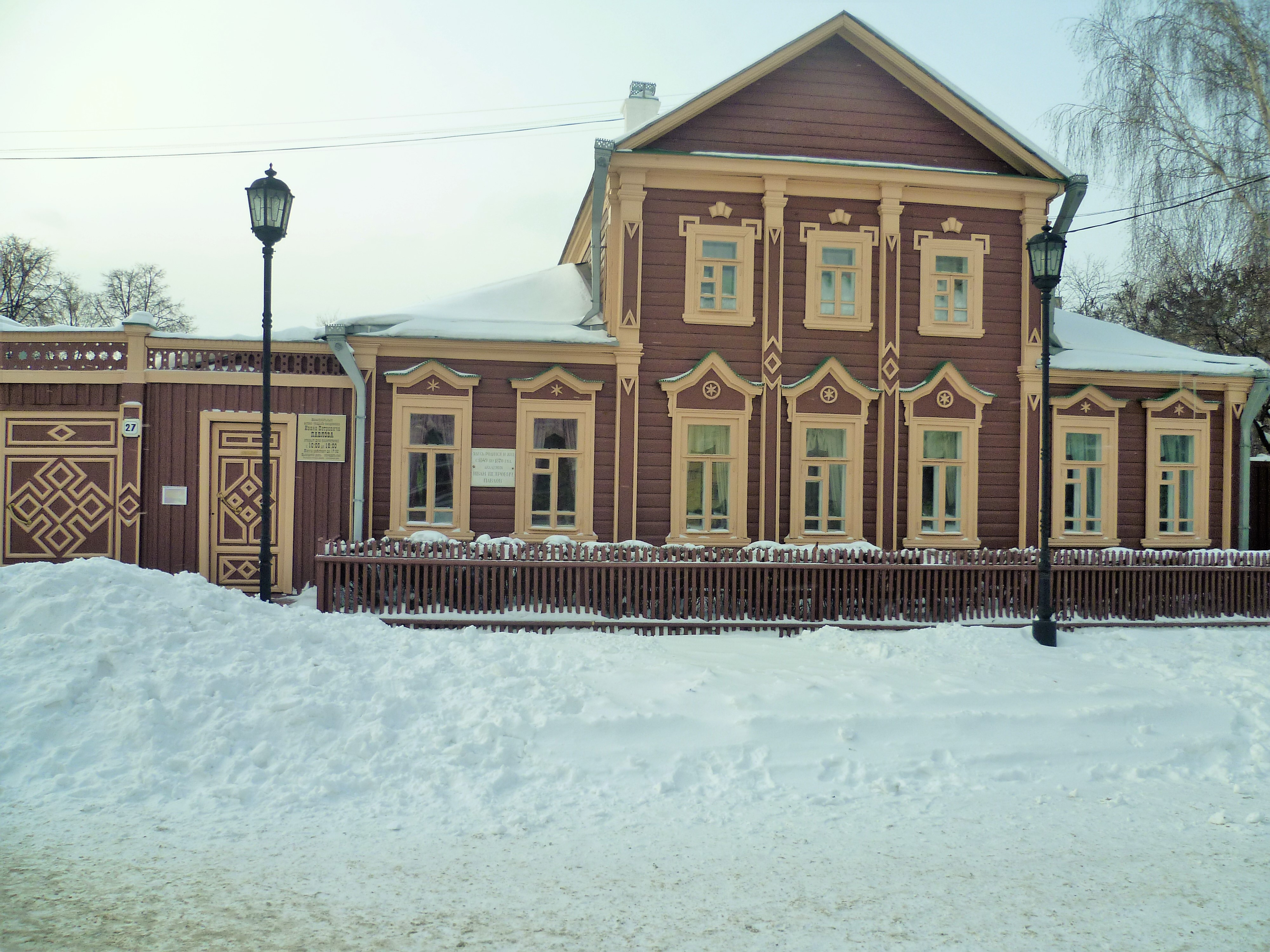
El primer hogar de Pávlov en Riazán (2012).

Las observaciones originales de Pávlov eran simples. Si se ponen alimentos o ciertos ácidos diluidos en el hocico de un perro hambriento, este empieza a segregar un flujo de saliva procedente de determinadas glándulas. Este es el reflejo de salivación, pero eso no es todo. Pávlov observó que el animal también salivaba cuando la comida todavía no había llegado al hocico: la comida simplemente vista u olida provocaba una respuesta semejante. Además, el perro salivaba ante la mera presencia de la persona que por lo general le acercaba la comida o cualquier otro estímulo que sistemáticamente la anunciara. Esto llevó a Pávlov a desarrollar un método experimental para estudiar la adquisición de nuevas conexiones de estímulo-respuesta. Indudablemente, las que había observado en sus perros no podían ser innatas o connaturales de esta clase de animal, por lo que concluyó que debían ser aprendidas (en sus términos, condicionales). El primer paso, cuando se realiza este experimento, es familiarizar al perro con la situación experimental que va a vivir, hasta que no dé muestras de alteración, sobre todo cuando se le coloca el arnés y se lo deja solo en una sala aislada. Se practica una pequeña abertura o fisura en la quijada del perro, junto al conducto de una de las glándulas salivares. Luego, se le coloca un tubito (cánula) de cristal para que salga por él la saliva en el momento en que se activa la glándula salivar. La saliva va a parar a un recipiente de cristal con marcas de graduación, para facilitar su cuantificación.
Uno de sus textos fundamentales, Reflejos condicionados, se publicó en español en 1929 (Javier Morata, Madrid) con prólogo de Gregorio Marañón y unas palabras del propio autor para la edición española. En 1997 apareció una nueva edición de este texto (Editorial Morata, Madrid).

### Estímulo-respuesta

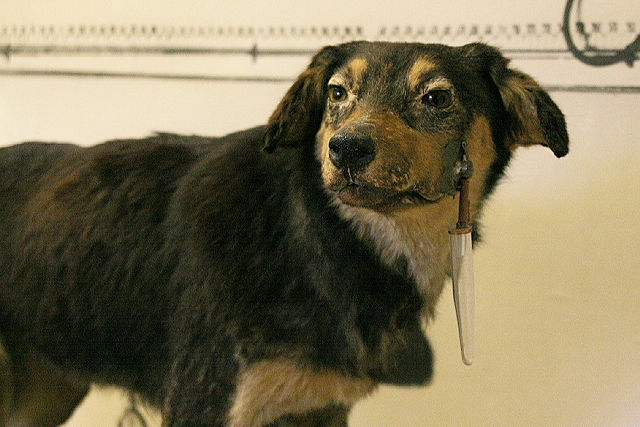
Uno de los perros de Pávlov, en el Museo Pávlov (Riazán), 2005.

La magnitud de las respuestas a los diferentes estímulos puede medirse por el volumen total o el número de gotas segregadas en una determinada unidad de tiempo. Desde la habitación contigua, y a través de un cristal, el experimentador puede observar el comportamiento del perro, aplicando los estímulos y valorando las respuestas. Antes de empezar el experimento, Pávlov midió las reacciones de salivación a la comida en el hocico, que fue considerable, mientras que salivó muy poco sometido al estímulo del sonido. A continuación, inició las pruebas de condicionamiento. Hizo sonar el metrónomo (estímulo neutral), e inmediatamente después presentó comida al animal (estímulo incondicional), con un intervalo muy breve. Repitió la relación entre este par de estímulos muchas veces durante varias semanas, siempre cuando el perro estaba hambriento. Después, transcurridos varios días, hizo sonar solamente el metrónomo y la respuesta salival apareció al oírse el sonido, a pesar de que no se presentó la comida.
Se había establecido una relación condicional entre la respuesta de salivar y el sonido que originalmente no provocaba la salivación. Se dice entonces que la salivación del perro ante la comida es una respuesta incondicional; la salivación tras oír la campana es una respuesta condicional que depende de la relación que en la historia del sujeto ha existido entre el sonido y la comida. El estímulo del sonido del metrónomo que originalmente era neutro funciona ahora como un estímulo condicional. Este estímulo condicional (sonido), funciona para el sujeto con esa historia como una señal que avisa que el estímulo incondicional (comida), está a punto de aparecer.
Finalmente, se llamó refuerzo al fortalecimiento de la asociación entre un estímulo incondicional con el condicional. El reforzamiento es un acontecimiento que incrementa la probabilidad de que ocurra una determinada respuesta ante ciertos estímulos. La definición de condicionamiento clásico o respondiente es la formación (o reforzamiento) de una asociación entre un estímulo originalmente neutro y una respuesta (por lo general un reflejo o una secreción glandular, como en el caso de la salivación). Los principios del condicionamiento respondiente se utilizan, entre otros, para la adquisición de hábitos como el control de esfínteres. Los estímulos pueden clasificarse en sensoriales, propioceptivos y verbal.

### Primer sistema de señales

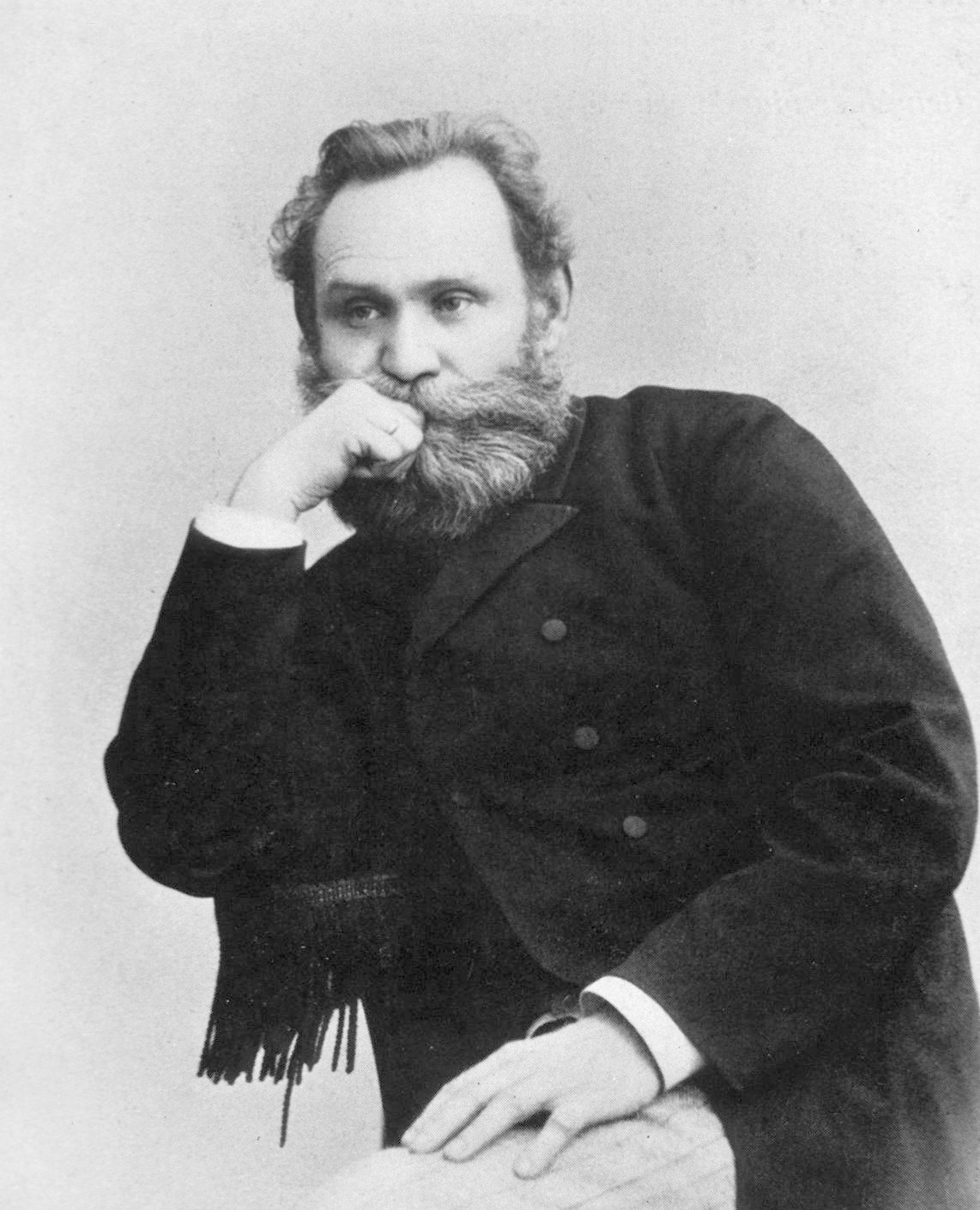
Iván Pávlov.

Así denominó a la relación por la cual en el sistema nervioso central, en especial en el cerebro se establece una asociación, por ejemplo, entre un sonido, con el posible alimento: el sonido (u otro estímulo sustitutivo) funciona como una señal. Pávlov consideró que la mayoría de los animales se rige por un «pensamiento» basado en este sistema de sustituciones reflejas, un primer sistema de señales.

### Segundo sistema de señales
Pero, a diferencia de otros autores, Pávlov consideró que muchos «comportamientos humanos» son más complejos que un sistema de reflejos condicionales simples en un modelo «estímulo/respuesta» lineal. En el Homo sapiens, Pávlov consideró que se produce un salto cualitativo respecto al primer sistema de señales; en el humano la cuestión ya no se restringe solamente a reflejos condicionales o a estímulos que funcionan de manera sustitutiva directa de la realidad. La complejidad de las funciones psicológicas humanas facilita un segundo sistema de señales que es el lenguaje verbal o simbólico. En este las sustituciones a partir de los estímulos parecen ser infinitas y, sin embargo, altamente ordenadas (lógicas). En gran medida Pávlov postula tal capacidad del segundo sistema de señales porque considera que en el ser humano existe una capacidad de autocondicionamiento (aprendizaje dirigido por uno mismo) que, aunque parezca contradictorio, le es liberador: el ser humano puede reaccionar ante estímulos que él mismo va generando y que puede transmitir (ver información).
La psicología preeminentemente experimental de Pávlov y sus epígonos se denomina reflexología, lo que lleva a confusión a algunas personas, que la confunden con la reflexogenoterapia, una forma de terapia a veces llamada «reflexología».

### Otras investigaciones
Pávlov ha influido en su país, durante el siglo XX, de un modo determinante sobre otros importantes investigadores de la Psicología: Lúriya, Leóntiev, Vygotski, Béjterev, Shaunyán, etc. Fuera de Rusia, Watson incorporó a su propia obra la terminología y conceptos pavlovianos. Algunas de las partes de la obra de Pávlov, que por lo general han permanecido ignoradas consistieron en las variaciones sistemáticas que introdujo en sus experimentos.
Por ejemplo, mostró que el intervalo óptimo entre la presentación del estímulo condicional y el incondicional para favorecer el aprendizaje (es decir, la presentación de una respuesta condicional) es de 0.5 segundos. Intervalos mayores o menores entre los estímulos requerían mayor cantidad de ensayos para que se diera el aprendizaje, y con frecuencia las respuestas son más débiles.
De manera semejante, mostró que el orden en la secuencia de presentación de los estímulos era crucial. Si intentaba lograr el establecimiento de nuevas relaciones condicionales presentando primero el estímulo incondicional y luego el neutro (al cual se intentaba que funcionara como condicional), el aprendizaje no ocurría.
Mostró asimismo que no todas las relaciones entre estímulos generaban nuevas respuestas, pues en caso de reflejos, como el rotuliano (estirar la pierna ante un ligero golpe en cierta región de la rodilla), no se aprendía a responder ante los estímulos que «anunciaban» el golpe (Millenson, 1974).
Pávlov también estudió fenómenos como la «generalización», es decir, la presentación de respuestas condicionales ante estímulos parecidos al estímulo condicional original. Descubrió que, a diferencia de los reflejos incondicionales (no aprendidos), la magnitud de la respuesta no era directamente proporcional a la intensidad de los estímulos (es decir, a mayor intensidad del estímulo, dentro de ciertos límites, se presenta una mayor magnitud en la respuesta), sino que en el caso de las relaciones condicionales, la mayor magnitud en la respuesta depende de qué tanto se parezca el estímulo que se presenta respecto al estímulo condicional original. Esto da lugar a una graduación (a veces llamada gradiente), de modo que estímulos ligeramente de menor o mayor intensidad respecto al estímulo condicional original dan lugar a respuestas condicionales de mayor magnitud que las que se presentan ante estímulos de mayor intensidad que el estímulo condicional, aunque la mayor magnitud de la respuesta condicional siempre se da ante el estímulo condicional original (Millenson, 1974).
Por otra parte, Pávlov estudió igualmente la «discriminación de estímulos», esto es, que tanto el sujeto aprende a comportarse de manera diferente ante estímulos distintos que anuncian a otros estímulos. En uno de los ejemplos más conocidos, logró que sus sujetos salivaran ante círculos que anunciaban la presencia de comida y se comportaran de la manera típica de su especie ante estímulos aversivos, tales como descargas eléctricas, en presencia de elipses. Es decir, los perros brincaban, aullaban, se tensaban, etc., ante elipses, pero salivaban ante círculos, si en su historia, cada uno de esos estímulos se presentaba consistentemente como «anuncio» de los estímulos incondicionales correspondientes (choques eléctricos ante las elipses y comida ante los círculos) (Millenson, 1974).
Pávlov estudió muchos otros aprendizajes, tanto en animales como en seres humanos, incluyendo lo que se denominó la inducción de «neurosis experimental», y prácticamente fundó el estudio experimental del comportamiento considerado «anormal» o «psicopatológico», así como su contraparte para modificar varios comportamientos indeseables, incluyendo fobias, tics y comportamientos «neuróticos», de manera que los sujetos aprendieran comportamientos adaptables y eliminaran la ansiedad y otras reacciones indeseables (Sandler y Davidson, 1980).

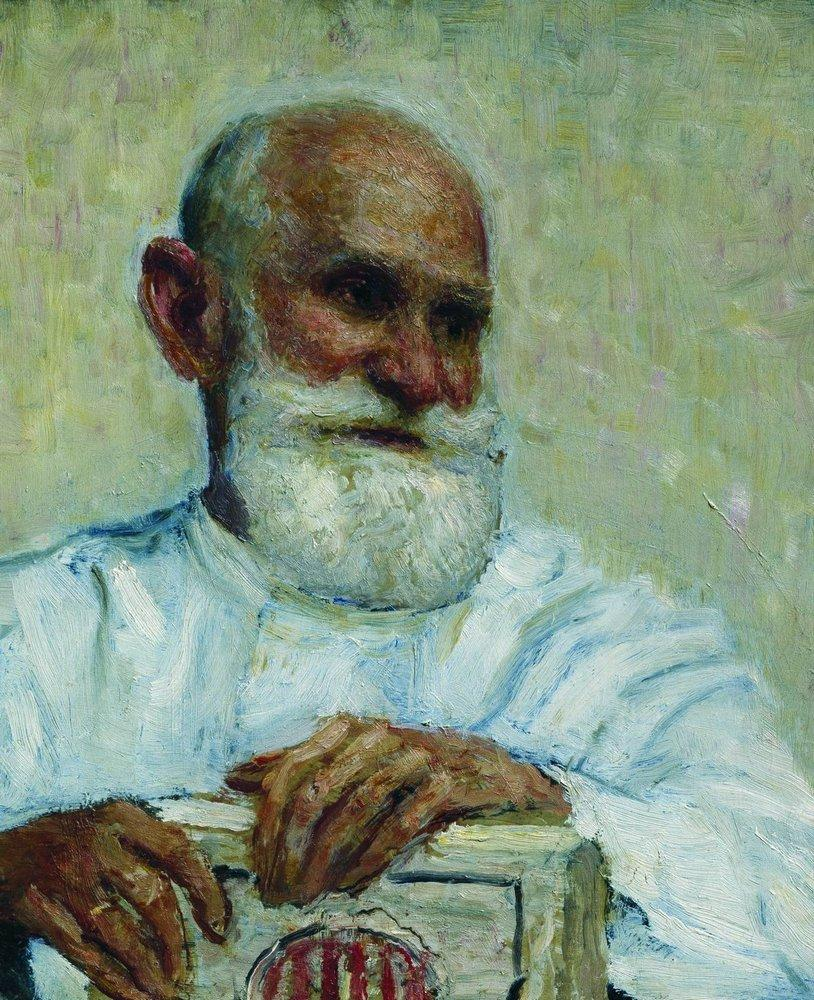
Iván Pávlov, retrato obra de Iliá Repin (1924).

Pávlov es un ejemplo de que los grandes descubrimientos científicos con frecuencia incluyen una combinación de eventos «accidentales» y una observación de los mismos por personas con suficiente preparación como para no considerarlos como fallas o excepciones, sino como objetos de interés por sí mismos, los cuales son función de su relación con una o más variables independientes.
Uno de estos casos, de acuerdo con Sandler y Davidson (1980), ocurrió cuando una fuerte inundación puso en peligro la integridad de los perros con los que Pávlov experimentaba, pues el sótano en el que se encontraban sus jaulas comenzó a llenarse de agua. Pávlov y algunos de sus ayudantes fueron al laboratorio a pesar de las condiciones ambientales y pusieron a salvo a los perros. El hecho pudo no haber trascendido, pero ocurrió que, cuando se intentó reinstalar a los perros en el sótano, varios aspectos de su comportamiento presentaron variaciones «extrañas». Aunque antes se habían comportado de manera dócil ante los investigadores, ahora eran hostiles; además, dejaron de comer con regularidad, se aislaron, dejaron de aparearse y con frecuencia aullaban como si hubiera otros perros o personas, aunque no estuvieran ahí. Este comportamiento se podría considerar como «neurótico». Por otra parte, dicho comportamiento se aminoraba cuando los perros eran trasladados a ambientes muy diferentes al del sótano. Pávlov razonó, en sus términos, que la presencia intempestiva e intensa de fuertes estímulos aversivos había ocasionado un condicionamiento ante los estímulos que estaban presentes en el sótano.
Después de reflexionar sobre esto, instauró una manera sistemática para revertir los efectos de ese condicionamiento. Empezó dejando a los perros en un ambiente bastante diferente al del sótano y, cuando los perros se comportaron de manera «normal», comenzó a sustituir de manera cuidadosa y gradual distintos estímulos del nuevo ambiente (desvanecimiento por sustracción) por otros que habían estado presentes en el sótano (desvanecimiento por adición). Al final, los perros pudieron regresar al sótano, mientras su comportamiento permaneció completamente «normal».
Pávlov también notó que podía inducir comportamientos «neuróticos» al presentar discriminaciones muy difíciles. En el caso mencionado del círculo (ante el cual se presentaba comida) y la elipse (ante la que se presentaba una descarga eléctrica), los sujetos se comportaban de manera apropiada ante cada uno, después de una serie de ensayos (digamos, por ejemplo, 50 ensayos). Sin embargo, cuando el círculo y la elipse se hicieron cada vez más semejantes, llegó un punto en el cual los sujetos se comportaban de manera semejante a la de los perros que habían sufrido la experiencia aversiva en el sótano. Pero al restablecer las condiciones originales respecto al círculo y la elipse, los sujetos volvieron a comportarse gradualmente del modo adecuado ante cada uno, aunque el número de ensayos requeridos era aproximadamente el doble que el original (digamos, 100 ensayos). A medida que los sujetos discriminaron adecuadamente el círculo de la elipse, su comportamiento fuera de la situación experimental también cambió de «neurótico» a «normal».
El razonamiento de Pávlov fue del tipo: si se pudo inducir un comportamiento neurótico bajo ciertas condiciones (neurosis experimental), también se puede modificar si se cambian las variables independientes de las cuales es función. Pávlov de esta manera inauguró lo que se puede considerar la modificación experimental del comportamiento en Rusia.
Tanto el estudio científico del comportamiento «anormal», como su modificación, fueron influidos de manera notable por el tipo de hallazgos y razonamientos de Pávlov.

## Eponimia
- El cráter lunar Pavlov lleva este nombre en su memoria.[11]
- El asteroide (1007) Pawlowia lleva este nombre en su memoria.